# Stenshyttan
Stenshyttan är en by i Hofors kommun i Gästrikland, belägen 6 km söder om Hofors.

## Sjöar
- Djuptjärnen
- Surtjärnen
- Dammsjön
- Tjärnan
- Lilla Skällingen
- Torstjärnen
- Lilla Torstjärnen